# Нісікава (Ямаґата)

38°25′36″ пн. ш. 140°8′52″ сх. д. / 38.42667° пн. ш. 140.14778° сх. д.
Нісіка́ва (яп. 西川町, にしかわまち, МФА: [ɲiɕi̥kawa mat͡ɕi̥]) — містечко в Японії, в повіті Нісі-Мураяма префектури Ямаґата. Станом на 1 жовтня 2008 площа містечка становила 393,23 км². Станом на 1 січня 2009 населення містечка становило 6576 осіб.